# ルーク・ブラッタン
ネイサン・ルーク・ブラッタン（Nathan Luke Brattan, 1990年3月8日 - ）は、イングランド・キングストン・アポン・ハル出身のサッカー選手。マッカーサーFC所属。ポジションはMF。

## クラブ歴
イングランドのキングストン・アポン・ハルで生まれたが、6ヶ月の時にオーストラリアに移住。ロッチデール・ローヴァーズFCでサッカーを始め、クイーンズランド・ライオンズFCを経てブリスベン・ロアーFCの下部組織に加入した。2009年にセルティックFCとの親善試合で選手初出場、公式戦でも同年12月に初出場を記録した。その後2年間は怪我に泣かされつつも、有数のパサーとしてレギュラーを確保、2013-14シーズンにはベストイレブンに選出された。しかし2015-16シーズンに年金滞納が理由で放出された。
2015年10月26日にプレミアリーグのマンチェスター・シティFCと4年契約を締結。同日にフットボールリーグ・チャンピオンシップのボルトン・ワンダラーズFCに2016年1月3日までの契約で期限付き移籍。しかし12月21日に1試合も出ないままに期限付き移籍は切り上げられた。
2016年6月にマンチェスター・シティと同じシティ・フットボール・グループ傘下のメルボルン・シティFCに1年の期限付き移籍。7月20日の親善試合で初出場。翌年8月1日に期限付き移籍を延長、翌2018年7月5日にさらに期限付き移籍期間を延長した。しかし8月7日のFFAカップでステファン・マウクとの競り合いの際に、マウクが競り合った足が、頭で競り合った彼の首に入ってしまい試合は40分の中断、病院に即座に搬送された。脊椎を負傷し戦列を離脱、また試合のアディショナルタイムの記録もサッカー史に残る長さとなった。
2019年7月に同じくマンチェスター・シティから期限付き移籍を繰り返していたアンソニー・カセレスとともにシドニーFCに完全移籍。2021年1月2日に移籍後初得点を記録した。
2024年、マッカーサーFCに移籍した。

## 代表歴
オーストラリアU-20代表としての出場歴がある。
2015年、2018 FIFAワールドカップ・アジア2次予選のバングラデシュ代表戦の際に代表主将のミル・ジェディナクが負傷した代替としてオーストラリアA代表に招集されたが、出場は無かった。

## 家族
父のギャリー・ブラッタンもサッカー選手。